# 2018 VP1
2018 VP1 är en jordnära asteroid i huvudbältet som upptäcktes den 3 november 2018 av Zwicky Transient Facility vid Palomar-observatoriet.
Den beräknas passera jorden på ett avstånd av endast 419 130 kilometer, den 2 november 2020. Avståndet vid passage är osäkert. Enligt mätningar fram till den 24 augusti 2020 fanns det en liten risk för att den träffa jorden. Då den har diameter på endast ca 2 meter väntas den brytas sönder i atmosfären.